# Corbulaseta bulligera
Corbulaseta bulligera är en kräftdjursart som först beskrevs av Farran 1913.  Corbulaseta bulligera ingår i släktet Corbulaseta, och familjen Laophontidae. Arten är reproducerande i Sverige.